# 9617 Grahamchapman
Grahamchapman (asteróide 9617) é um asteróide da cintura principal, a 1,9738976 UA. Possui uma excentricidade de 0,1127498 e um período orbital de 1 212 dias (3,32 anos).
Grahamchapman tem uma velocidade orbital média de 19,96886983 km/s e uma inclinação de 6,13792º.
Recebeu o seu nome como homenagem a Graham Chapman, um dos membros do grupo britânico de humoristas Monty Python.